# Дзисю
Дзисю (яп. 時宗, школа времени) — одна из школ буддизма чистой земли, выросшая из школы дзёдо-сю.
Доктрина школы Дзисю была сформирована Иппэном. Как и в школе дзёдо-сю, вера и устремление не имеет большого значения, перерождения в чистой земле будды Амитабхи можно достичь простым повторением нэмбуцу — мантры Намо Амида Буцу (Почтение Будде Амитабхе!).
При этом на школу Дзисю оказали влияние и идеи школы Сингон-cю. Иппэн учил, что достичь просветления можно не только в чистой земле Амитабхи, но при желании и в этой жизни, через глубокую медитацию на мантру Амитабхи.